# Puy-de-Dôme
 (août 2025).
Si vous disposez d'ouvrages ou d'articles de référence ou si vous connaissez des sites web de qualité traitant du thème abordé ici, merci de compléter l'article en donnant les références utiles à sa vérifiabilité et en les liant à la section « Notes et références ».
Pour les articles homonymes, voir Puy de Dôme (homonymie).
Le Puy-de-Dôme (/pɥi.d(ə).dom/) est un département de la région Auvergne-Rhône-Alpes, situé au centre de la France. Son nom lui vient du puy de Dôme, un volcan éteint.
Il correspond de façon assez éloignée à l'ancien Bas-Pays d'Auvergne, une subdivision administrative de la province d'Auvergne sous l'Ancien Régime.

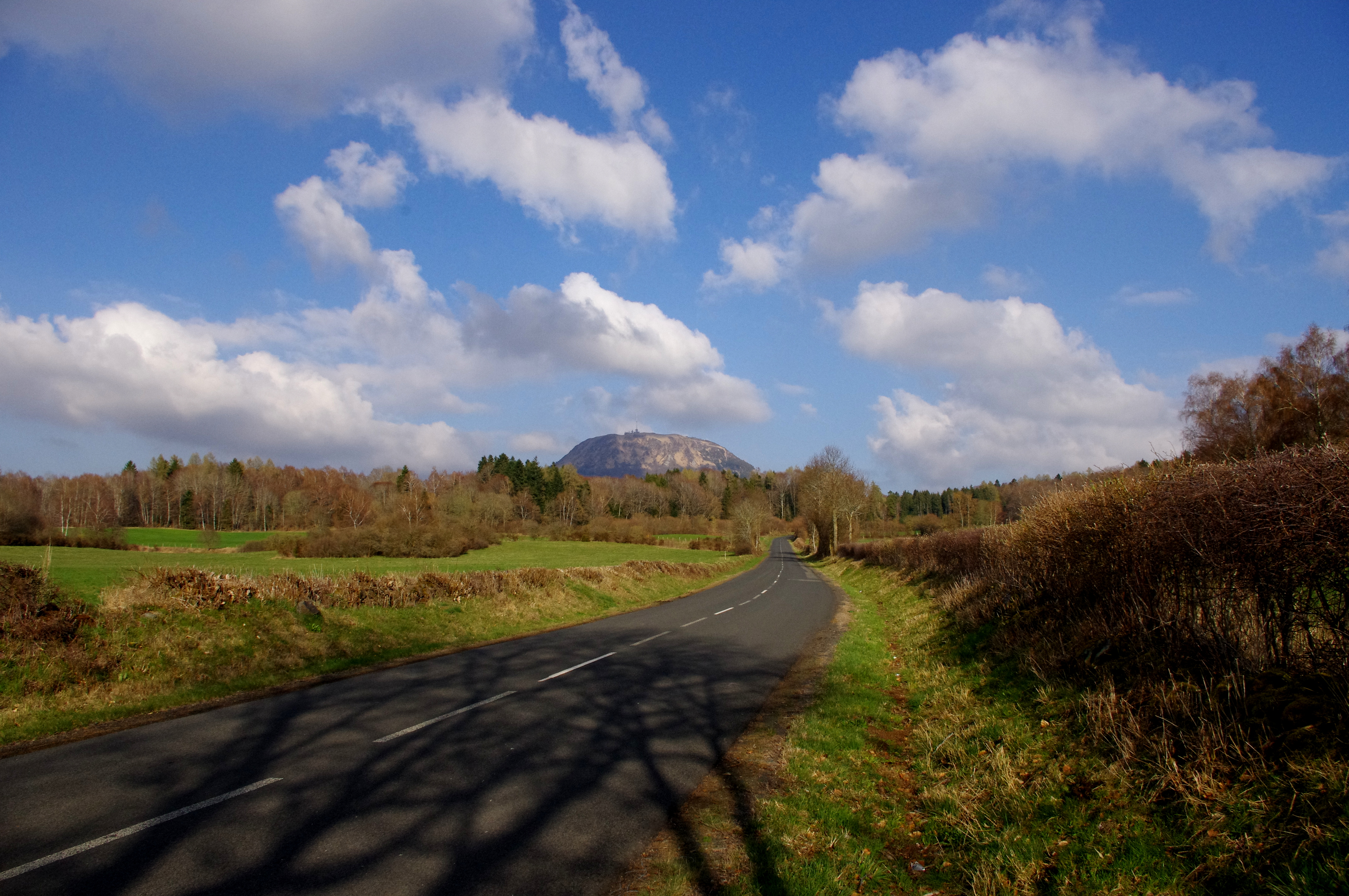
Le puy de Dôme vu de la route.

Ses habitants s'appelaient les Puydomois, appellation entérinée par le conseil général en décembre 2005, puis modifiée, au printemps 2006, à la suite de nombreux courriers reçus au siège du conseil général. L'appellation officielle aujourd'hui, reproduite sur tous les documents, est Puydômois.
L'Insee et La Poste attribuent au département le code 63. Sa préfecture et plus grande ville est Clermont-Ferrand.

## Histoire
Le département a été créé à la Révolution française, le 5 mars 1790 en application de la loi du 22 décembre 1789, à partir d'une partie de la province d'Auvergne.
À sa création en 1790, le département devait s'appeler Mont-d'Or, mais le député de Clermont-Ferrand, Gaultier de Biauzat intervint car il pensait que ce nom attirerait l'attention de l'administration fiscale sur ses concitoyens ; il fut écouté et le département s'appela finalement Puy-de-Dôme.
Le département actuel correspond à une partie seulement de l'ancienne subdivision administrative appelée « Basse-Auvergne », à laquelle ressortissaient aussi une partie de l'actuel département de l'Allier (Combrailles, Nord de la Limagne entre Aigueperse et Saint-Pourçain, la ville de Cusset et la Montagne bourbonnaise) et le Brivadois (région de Brioude) actuellement dans la Haute-Loire, sans oublier la frange nord-est du Cantal (jusqu'à la Rhue), comprenant le Cézallier.
Au 1er janvier 2016 la région Auvergne, à laquelle appartenait le département, fusionne avec la région Rhône-Alpes pour devenir la nouvelle région administrative Auvergne-Rhône-Alpes.

## Géographie
Le Puy-de-Dôme fait partie de la région Auvergne-Rhône-Alpes. Il est limitrophe des départements de l'Allier, de la Loire, de la Haute-Loire, du Cantal, de la Corrèze et de la Creuse. Dans le département se trouvent plusieurs chaînes de montagnes :
- la chaîne des Puys au nord-ouest (où se trouve le puy de Dôme) (classée patrimoine mondial de l'UNESCO avec la faille de la Limagne en 2018) ;
- les monts Dore au sud-ouest (où se trouve le puy de Sancy, le point culminant du département et du Massif central) ;
- les monts du Forez à l'est ;
- le Livradois au sud ;
- les massif des Bois Noirs au nord-est ;
- le Cézallier au sud - sud-ouest.

La plaine de la Limagne, vallée de l'Allier et de la Dore, est située au nord et au centre du département.

Paysages du Puy-de-Dôme :
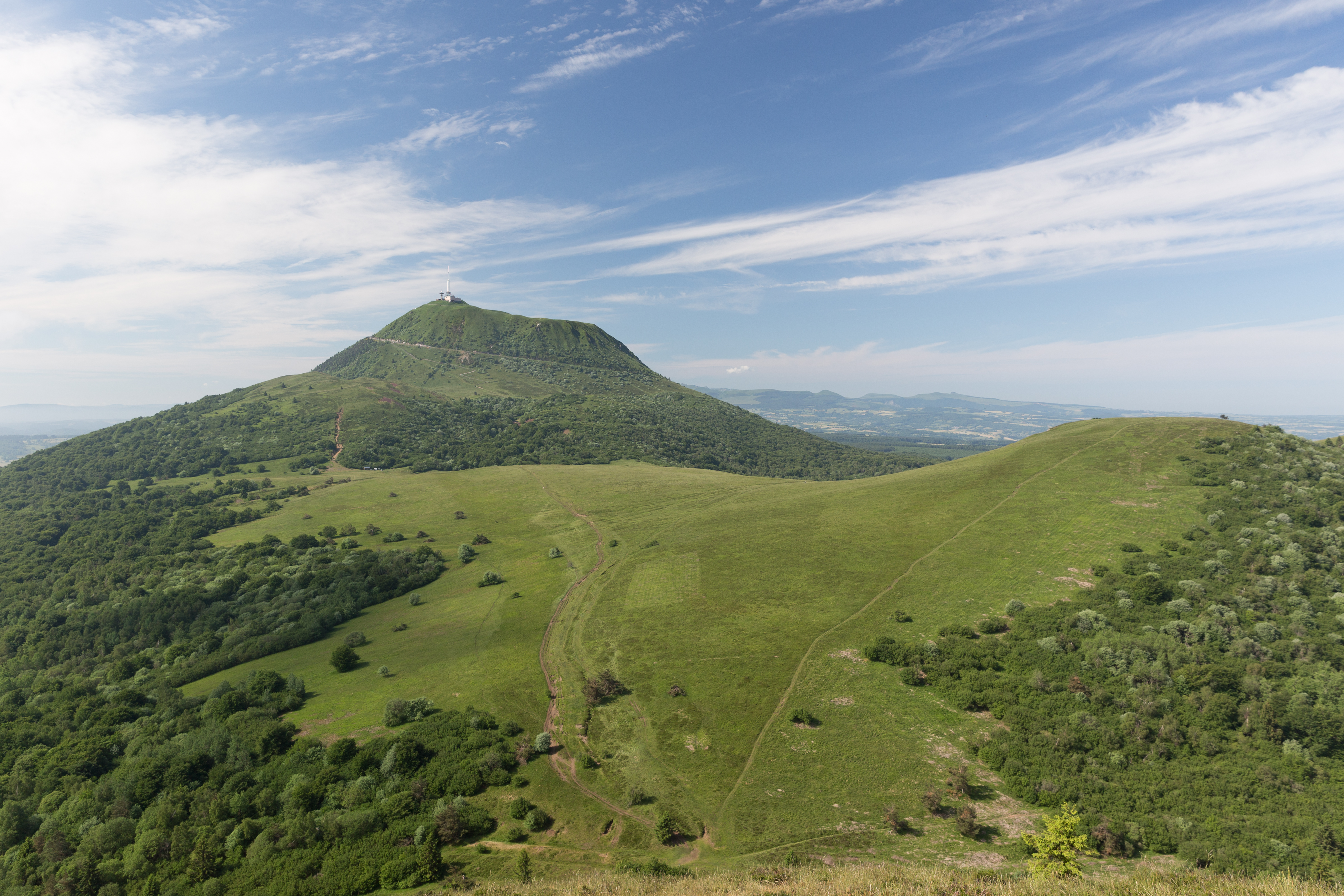
Le puy de Dôme, depuis le puy Pariou au centre du département.
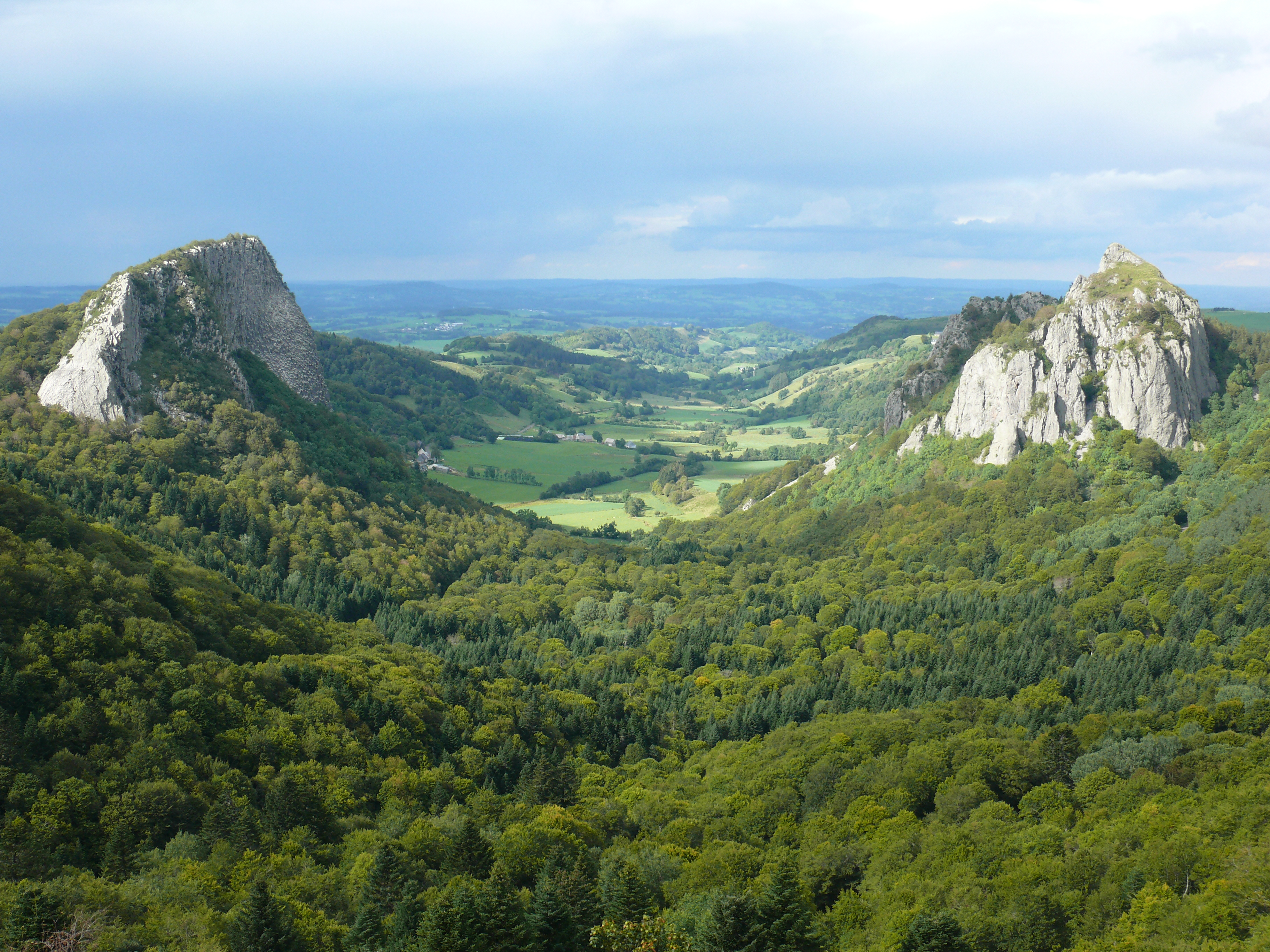
Les roches Tuilière et Sanadoire, dans les monts Dore, au centre-ouest.
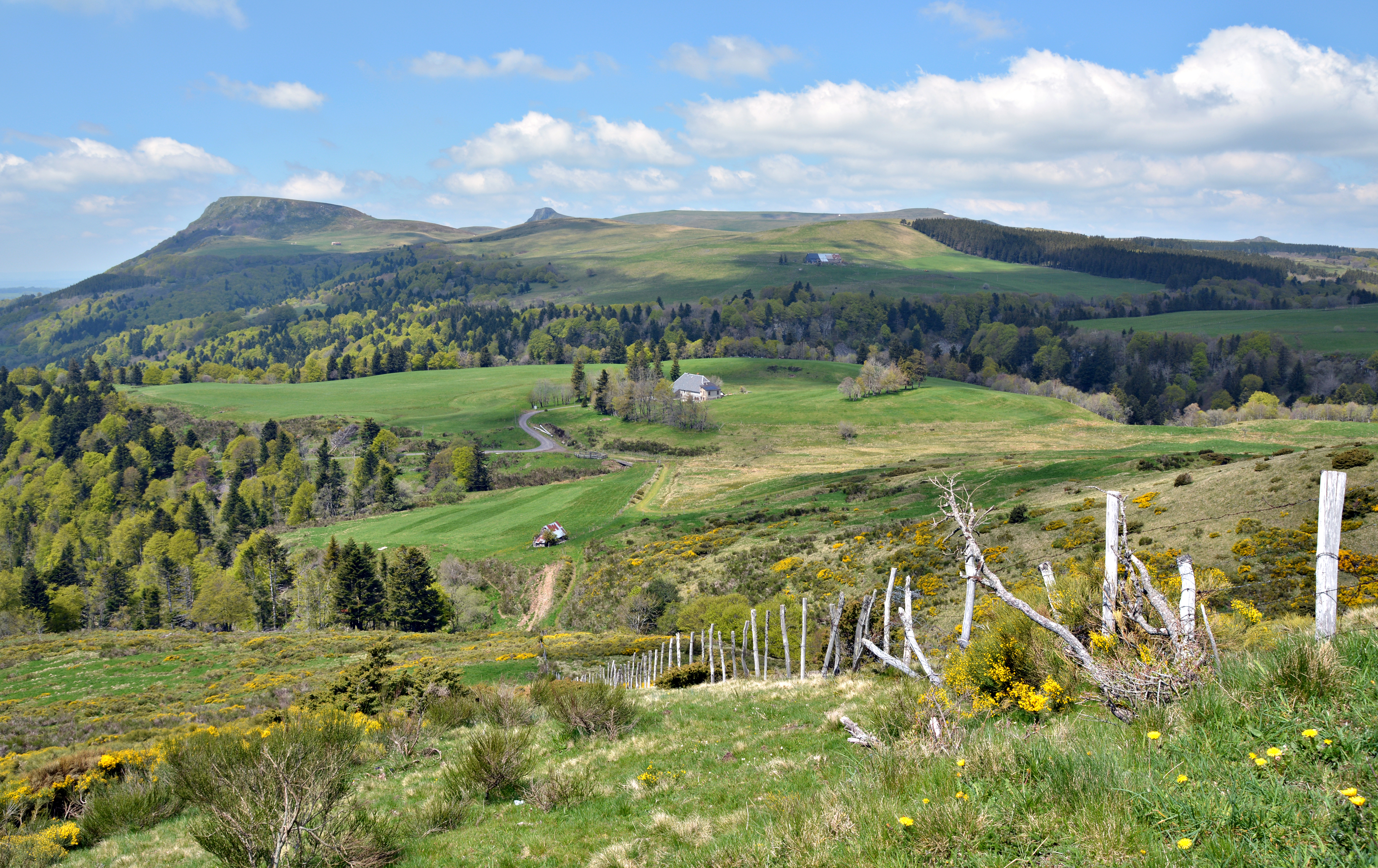
Vers le col de la Croix-Morand, au sud-ouest.
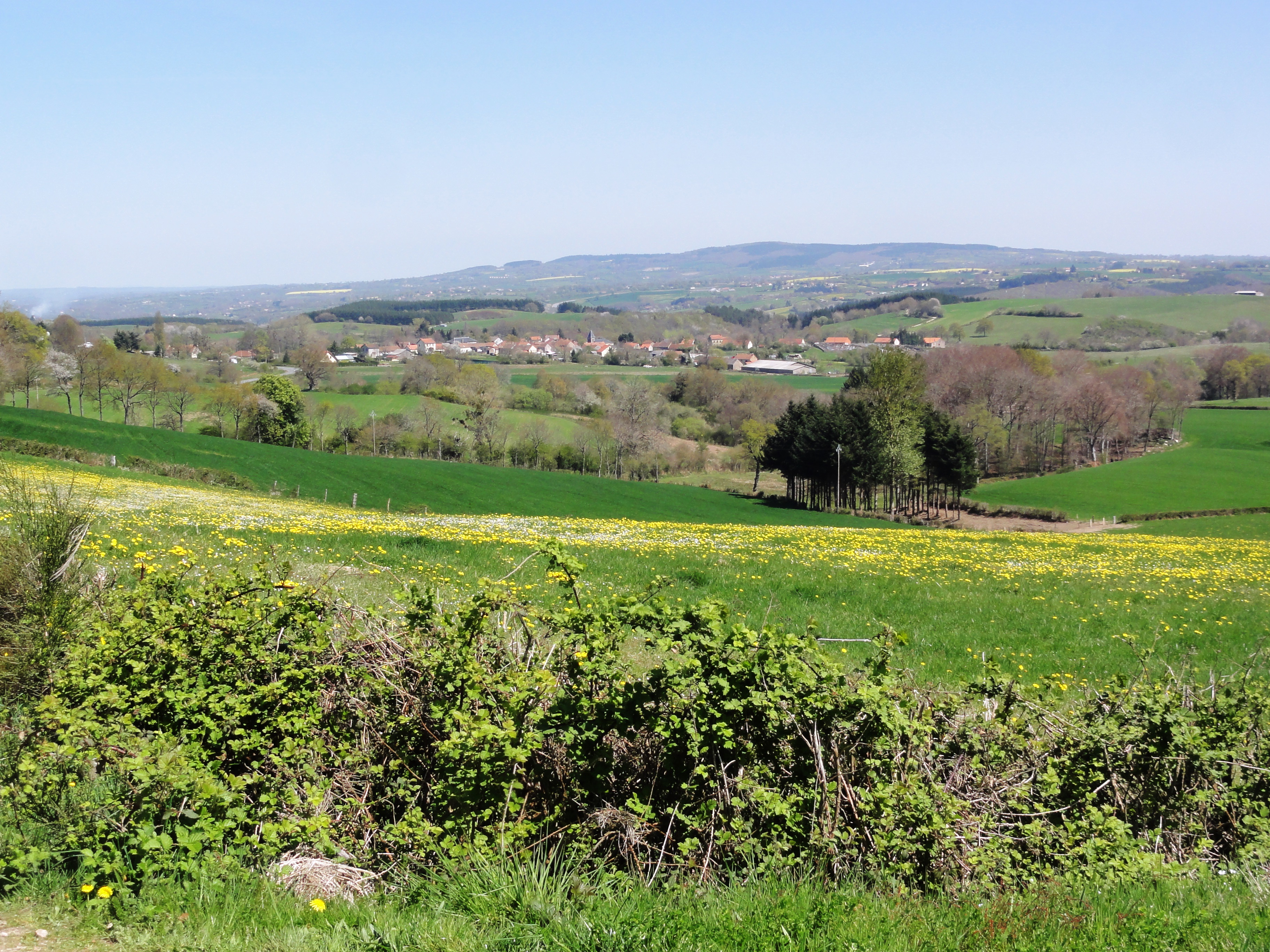
Youx, au nord-ouest.

### Climat

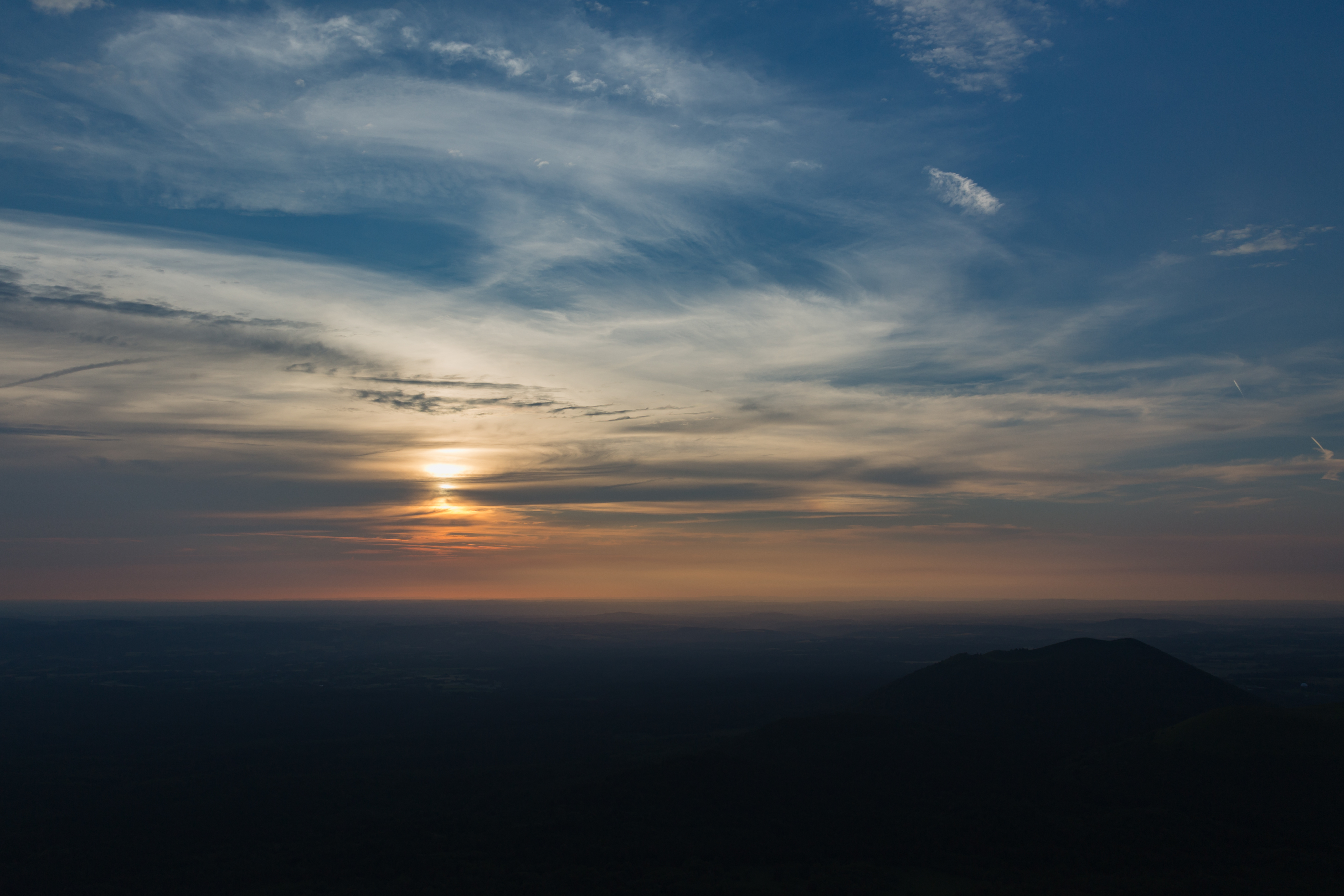
Coucher de soleil en Auvergne, depuis le puy de Dôme, France.

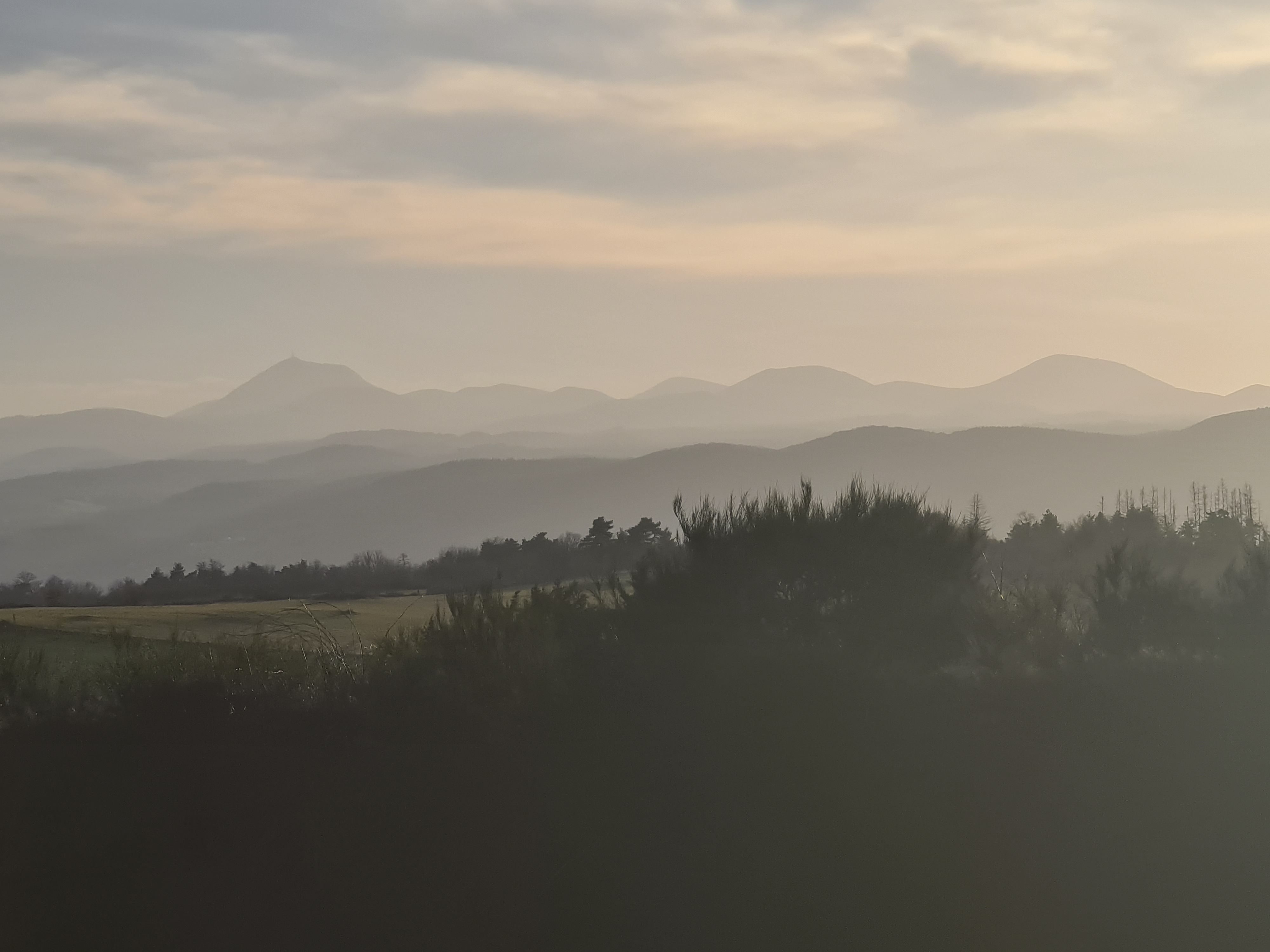
La chaîne des Puys avec le puy de Dôme à gauche, en hiver.

Par sa position sur le continent et sa topographie accidentée, transversale au flux humide dominant d'ouest, c'est un territoire de vives transitions climatiques, de la montagne à la plaine et de l'océanique au continental, générant diversité et paradoxes.
Ainsi, la pluviométrie varie de un à quatre des lieux les plus secs aux plus humides. Les montagnes du Sud-Ouest (Sancy, Cézallier) sont abondamment arrosées et enneigées, tandis que les Limagnes au centre sont protégées par un puissant effet de foehn et voient augmenter la part des orages dans le total des précipitations. À l'est, le foehn s'estompe à l'approche de l'autre barrière formée par les monts de Livradois et Forez.
Le Puy-de-Dôme est l'un des départements les plus orageux de France : les orages diurnes sont très fréquents, parfois violents. Ceci s'explique par le relief du département, plateaux, collines, dômes, volcans attirant la foudre. La géologie des plateaux auvergnats, plateaux ferreux et volcaniques du département jouent également un rôle[réf. souhaitée], ainsi que l'influence des masses d'air : air humide et continental de l'Auvergne, air chaud en provenance du sud du Massif central, air frais et légèrement humide en provenance de l'Atlantique[réf. souhaitée].
L'écart thermique moyen entre les lieux les plus chauds et les plus froids est de 8 °C au profit des plaines. Mais en hiver un phénomène d'inversion de températures les rend régulièrement plus froides que les montagnes.

## Économie
Jusqu'à l'aube de la révolution industrielle, le département était à vocation quasiment purement agricole. Les zones de montagne produisaient du fromage, les coteaux étaient plantés de 45 000 hectares de vigne à la fin du XIXe siècle. La plaine fertile de la Limagne, exploitée depuis près de 3 000 ans (découverte de plus de vingt villas gallo-romaines) était majoritairement ensemencée de céréales et accompagnée d'élevage bovin.

### Agriculture
Si les zones de montagne produisent toujours du fromage, dont cinq bénéficient de la protection AOP (Bleu d'Auvergne, Cantal, Fourme d'Ambert, Salers, et Saint-nectaire), l'élevage s'est diversifié et produit aujourd'hui également de la viande en élevage extensif, salers sur les hauts plateaux du Sancy et broutards charolais destinés à l'exportation dans les collines des Combrailles.
À contrario, le vignoble a quasiment disparu. Victime du phylloxera à la fin du XIXe siècle, il ne fut pas replanté car ce fut l'époque où de gros industriels en phase de développement très rapide avaient justement besoin de beaucoup de bras. Comme ces vignobles fournissaient seulement du vin de table à bas prix, les paysans vignerons préférèrent aller travailler dans les usines aux revenus beaucoup plus sûrs. Beaucoup de ces coteaux sont encore aujourd'hui des friches à l'abandon.
Dans la plaine, les zones de cultures se sont étendues (en remplaçant l'arboriculture et les prairies) et les champs de blé côtoient aujourd'hui ceux de maïs, de tournesol et de colza, à destination de l'alimentation humaine et semences. La fermeture en 2019 de la dernière sucrerie du département, la sucrerie de Bourdon d'Aulnat, a stoppé net la culture séculaire de betteraves sucrières dans le département. La baisse de la consommation du tabac, couplé à la fermeture de l'usine de cigarettes de Riom en 2017, a réduit la culture également séculaire du tabac à l'état de relique (65Ha en 2017 contre plusieurs centaines entre deux guerres).

### Agroalimentaire
Le secteur agroalimentaire, avec ses petites et moyennes entreprises (PME) ou grosses sociétés dans le domaine des céréales (Limagrain), des eaux minérales, produits laitiers, produits carnés, sylviculture, miels, confitures et fruits confits emploie plus de 20 000 salariés, appuyés par l'une des plus fortes implantations de l'Institut national de recherche pour l'agriculture, l'alimentation et l'environnement (INRAE).
Volvic, Limagrain, ou la Société laitière des volcans d'Auvergne sont les sociétés les plus connues.
Le secteur des eaux minérales est également représenté par Chateldon, Rozana, Sainte-Marguerite, Châteauneuf, Saint-Diéry, Arvie, Mont-Dore, Aquamark, etc.

### Finances
La Banque de France, pour produire ses billets, a deux sites dans le Puy-de-Dôme : un situé à Longues (commune de Vic-le-Comte) qui produit le papier spécial (ce site étant la papeterie) et l'autre à Chamalières qui imprime sur le papier fourni par le site de Longues (ce site étant l'imprimerie). De nombreux transports entre les deux sites ont lieu mais qui devraient cesser à l'issue du projet de regroupement des deux sites prévu d'ici 2026 sur le site de Longues, ce qui laissera les bâtiments du site de Chamalières vide de toute production.

### Industrie

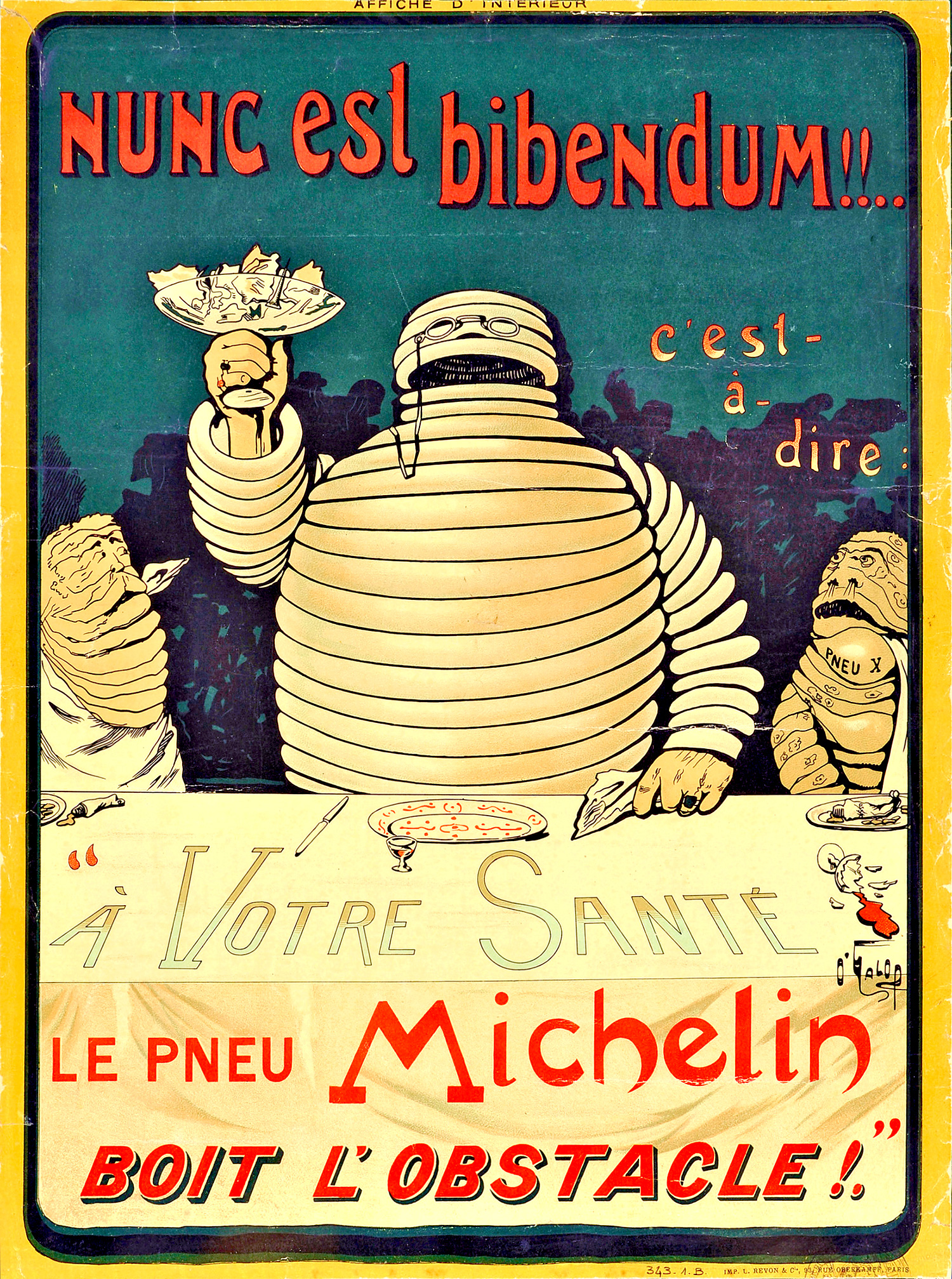
Affiche Michelin de 1898.

À la fin du XIXe siècle et pendant tout le XXe siècle, le Puy-de-Dôme s'est industrialisé. La principale industrie est aujourd'hui le secteur des pneumatiques, représenté par Michelin, leader mondial du secteur, dont le siège social est situé depuis l'origine place des Carmes Déchaux à Clermont-Ferrand.
D'autres villes industrielles sont aussi actives dans le département, notamment Issoire, Thiers, et Ambert.
Mais le tissu industriel s'est largement diversifié : industrie métallurgique (Aubert et Duval, Alcan), mécaniques (Valeo), industrie agro-alimentaire, avec Limagrain, Socopa, fruits confits, laiteries, technologie des élastomères (Trelleborg Industrie), industrie pharmaceutique (MSD-Chibret).

### Thermalisme
Le Puy-de-Dôme compte six des dix stations thermales auvergnates (La Bourboule, Châteauneuf-les-Bains, Châtel-Guyon, Mont-Dore, Royat-Chamalières et Saint-Nectaire), dont les plus actives sont Le Mont-Dore et Royat-Chamalières avec près de 10 000 curistes chacune.
La station thermale de La Bourboule dans le Puy-de-Dôme, créée en 1875 à la suite de la découverte des eaux thermales, a été un centre touristique d'importance, notamment autour de 1900, lorsque 10 000 curistes y venaient chaque année. La fréquentation était en 2015 plus faible, mais en renouveau avec 3 048 curistes.

### Tourisme

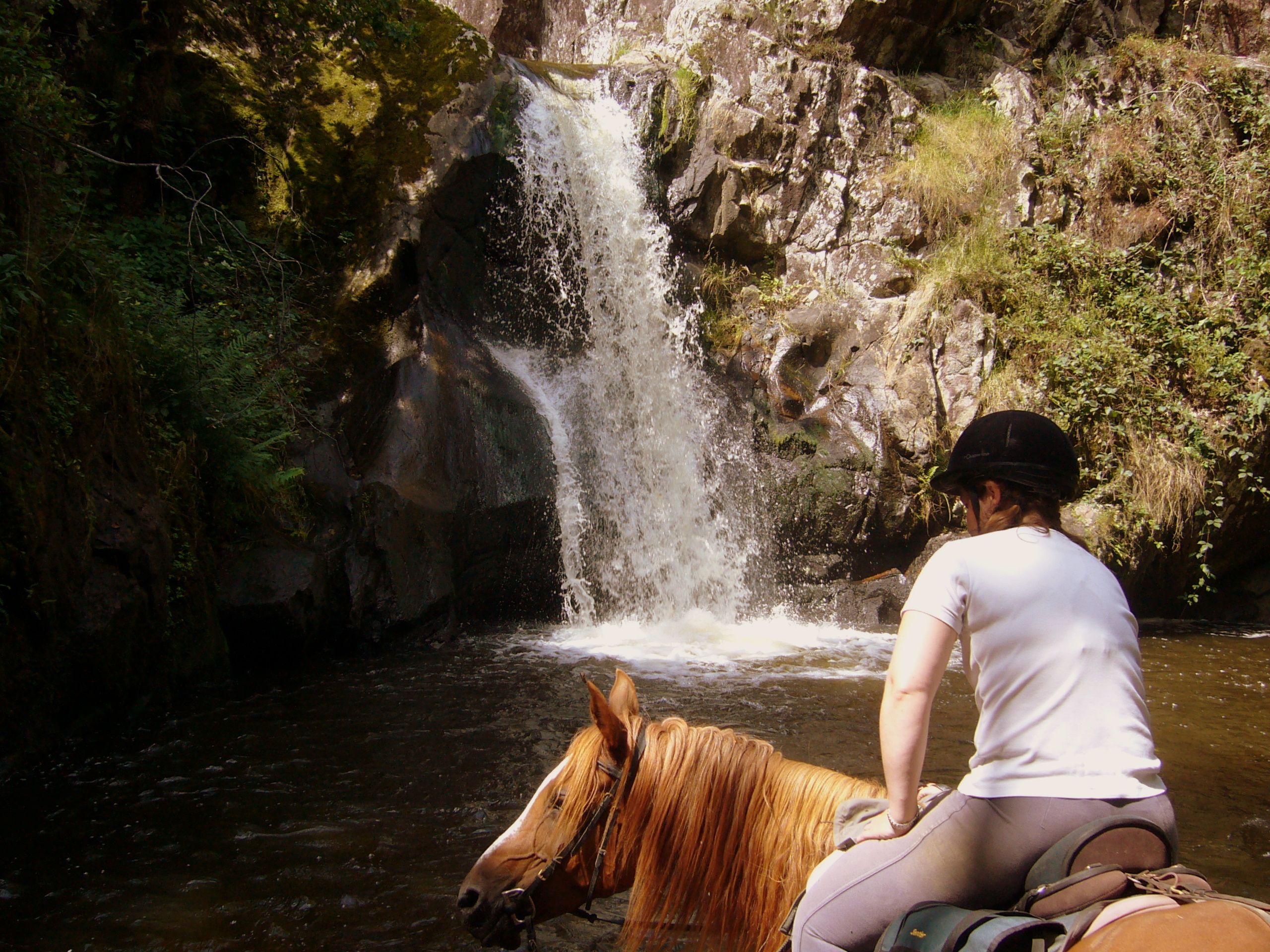
Randonnée équestre dans le Puy-de-Dôme.

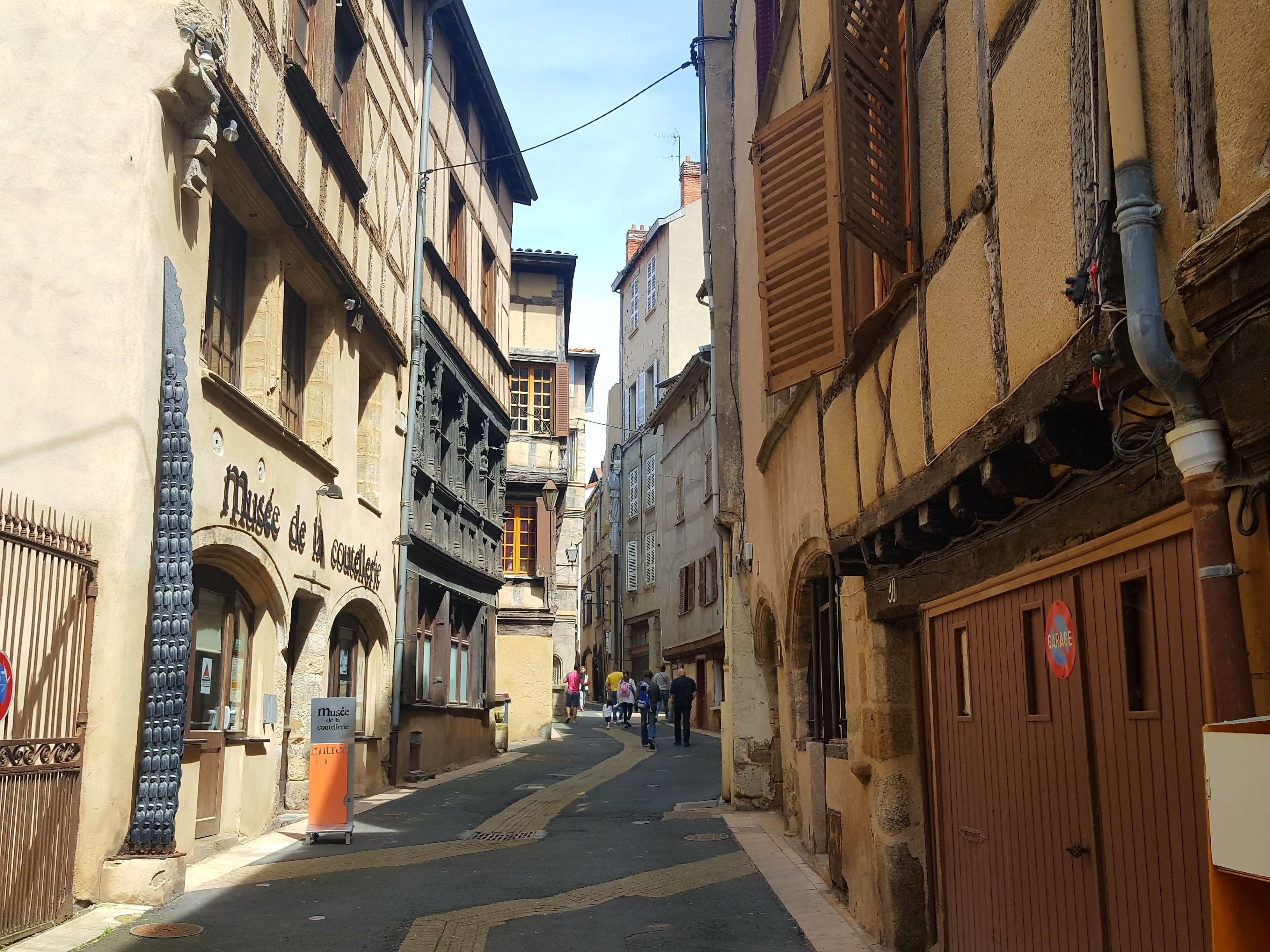
Le Musée de la coutellerie de Thiers.

Le département du Puy-de-Dôme se caractérise tout d'abord par ses 80 volcans, parmi lesquels le puy de Dôme, dont le sommet culmine à plus de 1 465 mètres, le Grand Sarcouy, le puy Pariou, le puy de Côme et le Puy Clerziou, équipés de sentiers balisés et parfaits pour les randonnées en pleine nature. Le Puy-de-Dôme est le point culminant de la chaîne des Puys.
Aussi, depuis 2002, Vulcania, parc européen du volcanisme, a dépassé 5 millions de visiteurs et permet de mieux comprendre l'histoire et le fonctionnement des volcans, avec des films et animations autour des dinosaures, des geysers et mouvements terrestres, mais aussi la création d'une 'Cité des enfants' en partenariat avec la Cité des Sciences de Paris.
Le parc régional des volcans d'Auvergne et le relief volcanique offrent aussi de nombreux lacs pour la pêche, le nautisme ou la baignade, tels que le Gour de Tazenat, les lacs Pavin, Chambon, Chauvet, Servières, de Lastioulles, de la Crégut, de la Landie et de Guéry.
Le lac d'Aydat quant à lui est plus le lieu de villégiature dominicale des Clermontois en raison de sa proximité avec la préfecture départementale. Mais c'est aussi un lieu de pratique de sports nautiques.
On peut également citer :
- des gorges : gorges de la Sioule, de Courgoul, de la Monne, de Chouvigny, d'Enval, de Montfermy et d'Avèze, les réserves naturelles de la vallée de Chaudefour, des Sagnes de La Godivelle, les nombreuses cascades, et ses deux parcs naturels régionaux des volcans d'Auvergne et du Livradois-Forez.
- des villages : Usson, bourgade où logea la reine Margot durant son exil en Auvergne, Saint-Floret sur les bords de la Couze, Montpeyroux accroché à une colline dominant l'Allier, Nonette bâti sur un promontoire volcanique, la Bourboule pour son patrimoine thermal, etc.
- la basilique romane Notre-Dame-des-Fers d'Orcival et sa vierge noire, dont on a célébré le 120e anniversaire du couronnement en 2016[5]et dont le pèlerinage annuel est célèbre.
- des églises de style roman (environ 250) notamment la basilique Notre-Dame-du-Port de Clermont-Ferrand, classée au patrimoine mondial de l'UNESCO, Saint-Austremoine d'Issoire, l'abbaye de Mozac avec ses chapiteaux historiés, Saint-Genès de Thiers avec la plus grande coupole d'Auvergne, Notre-Dame de Saint-Saturnin, Saint-Nectaire, Saint-Martin de Courpière, Colamine-sous-Vodable, Saint-Léger de Royat, Saint-André de Besse, Saint-Cerneuf de Billom, etc.
- la cathédrale gothique Notre-Dame-de-l'Assomption de Clermont-Ferrand, seule au monde à être bâtie en lave noire de Volvic, la Sainte-Chapelle gothique de Vic-le-Comte et celle de Riom, l'église Saint-Jean d'Ambert.
- des châteaux de la période médiévale : Chazeron, Murol, Tournoël, château de Busséol, château de Saint-Saturnin, château Dauphin à Pontgibaud, château de Villemont à Vensat, château de Cordès, etc., et d'autres châteaux comme ceux d'Effiat, de Parentignat, de Villeneuve-Lembron, de Ravel, de Mauzun, le château royal de Saint-Saturnin, le domaine royal de Randan, la tour de l'Horloge renaissance d'Issoire, la tour de l'Horloge et la maison des Consuls de Riom, l'hôtel du Pirou et la maison de l'Homme des bois de Thiers.
- du troisième plus grand viaduc ferroviaire au monde, le viaduc des Fades.
- des musées : L'Aventure Michelin (nouvel espace patrimonial de la marque depuis janvier 2009), le musée d'Art Roger-Quilliot (MARQ), le musée Bargoin et le muséum d'histoire naturelle Henri-Lecoq à Clermont-Ferrand, le musée régional d'Auvergne et le musée Mandet de Riom, le musée des peintres de l'école de Murol, le musée des Métiers et Traditions du château d'Olliergues, le musée départemental de la Céramique de Lezoux, le musée de la coutellerie de Thiers, le Creux de l'enfer (centre d'art contemporain de Thiers), usine du May (Thiers), la vallée des Rouets de Château-Gaillard, le scénomusée de Murat-le-Quaire, le musée historique du papier Richard-de-Bas et le musée de la Machine agricole et à vapeur à Ambert, le musée de la Mine et le musée Peynet à Brassac-les-Mines, etc.
- des stations thermales et de remise en forme : Royat, Saint-Nectaire, Châtel-Guyon, Le Mont-Dore, La Bourboule, Châteauneuf-les-Bains.
- des stations de sports d'hiver et d'été : Super-Besse, Le Mont-Dore, Chastreix-Sancy, Prabouré-Saint-Anthème, le plateau de Charlannes à La Bourboule, le domaine nordique de Guéry , le domaine nordique des Crêtes du Forez, La Tour-d'Auvergne et Parrot.
- des plans d'eau aménagés : lac d'Aubusson-d'Auvergne (à proximité de Courpière), lac d'Aydat, lac Chambon, base de loisirs d'Iloa à Thiers, du lac des Prades de Saint-Rémy-sur-Durolle , du lac des Marins de La Peyrouse, des lacs des Hermines et Pavin de Besse-et-Saint-Anastaise, le plan d'eau des Fades-Besserve.
- du parc animalier du Cézallier à Ardes.
- des routes historiques et touristiques : Route historique des châteaux d'Auvergne, Route des forts villageois d'Auvergne, Route des métiers en Livradois-Forez, Route des villes d'eaux, Route des fromages d'Auvergne.
- d'un train touristique : train de la découverte Livradois-Forez.
- d'un tourisme aérien : avion de tourisme, planeur, hélicoptère, montgolfière, ULM, vol libre, parapente, aile delta.
- de sports et loisirs de printemps, d'été et d'automne, comme le vélo, le cyclotourisme, le VTT, la randonnée pédestre, la randonnée équestre, l'escalade, le golf, la pêche, la chasse, la baignade, l'aviron, le canoë-kayak, les sports mécaniques, les parcours accrobranches, dans les arbres.
- des chemins de grande randonnée dont le GR 30 qui traverse l'Auvergne du nord au sud et relie la chaîne des Puys au nord, avec notamment le puy de Dôme, au Plomb du Cantal au sud ; le GR 441 qui décrit une boucle autour de la chaîne des Puys ; le GR 4 de Royan (Charente-Maritime) à Grasse (Alpes-Maritimes) qui traverse le Puy-de-Dôme ; une partie du GR 3 est également dans le Puy-de-Dôme du sommet de Montoncel à Pradoux (62 km).
- d'un itinéraire pour VTT, la Grande traversée du Massif Central (GTMC), d'Avallon au Cap d'Agde qui comprend plusieurs étapes dans le département.
- des manifestations internationales et nationales : festivals, foire internationale de Clermont à Cournon-d'Auvergne, La Pamparina et Coutellia à Thiers.

#### Résidences secondaires
Selon le recensement général de la population du 1er janvier 2008, 10,2 % des logements disponibles dans le département étaient des résidences secondaires.
Ce tableau indique les principales communes du Puy-de-Dôme dont les résidences secondaires et occasionnelles dépassent 10 % des logements totaux en 2008 :
| Commune                  | Population SDC | Nombre de logements | Résidences secondaires | % résidences secondaires |
| ------------------------ | -------------- | ------------------- | ---------------------- | ------------------------ |
| Chambon-sur-Lac          | 355            | 714                 | 532                    | 74.59 %                  |
| Mont-Dore                | 1 384          | 2 710               | 1 944                  | 71.72 %                  |
| Besse-et-Saint-Anastaise | 1 720          | 2 670               | 1 814                  | 67.94 %                  |
| Valcivières              | 219            | 353                 | 239                    | 67.67 %                  |
| Saint-Victor-la-Rivière  | 240            | 353                 | 233                    | 65.97 %                  |
| Murol                    | 548            | 938                 | 569                    | 60.68 %                  |
| Murat-le-Quaire          | 477            | 572                 | 345                    | 60.39 %                  |
| Saint-Anthème            | 754            | 1 035               | 615                    | 59.35 %                  |
| Le Brugeron              | 260            | 371                 | 212                    | 57.13 %                  |
| La Bourboule             | 1 998          | 2 637               | 1 283                  | 48.67 %                  |
| Picherande               | 360            | 457                 | 221                    | 48.50 %                  |
| La Tour-d'Auvergne       | 657            | 611                 | 263                    | 43.04 %                  |
| Vernet-la-Varenne        | 718            | 630                 | 258                    | 40.99 %                  |
| Saint-Nectaire           | 724            | 624                 | 241                    | 38.62 %                  |
| Marat                    | 816            | 676                 | 217                    | 32.13 %                  |
| Cunlhat                  | 1 315          | 917                 | 249                    | 27.19 %                  |
| Aydat                    | 2 051          | 1 297               | 318                    | 24.44 %                  |
| Arlanc                   | 1 910          | 1 307               | 259                    | 18.78 %                  |
| Châtel-Guyon             | 6 225          | 3 720               | 519                    | 13.95 %                  |
| Royat                    | 4 522          | 2 921               | 310                    | 10.60 %                  |

Sources :
- Source INSEE, chiffres au 01/01/2008.

## Démographie
En 2022, le département comptait 664 385 habitants, en évolution de +2,1 % par rapport à 2016 (France hors Mayotte : +2,11 %).
| 1791 | 1801    | 1806    | 1821    | 1826    | 1831    | 1836    | 1841    | 1846    |
| ---- | ------- | ------- | ------- | ------- | ------- | ------- | ------- | ------- |
| -    | 507 128 | 542 834 | 553 410 | 566 573 | 573 106 | 589 438 | 591 458 | 601 594 |

| 1851    | 1856    | 1861    | 1866    | 1872    | 1876    | 1881    | 1886    | 1891    |
| ------- | ------- | ------- | ------- | ------- | ------- | ------- | ------- | ------- |
| 596 897 | 590 062 | 576 409 | 571 690 | 566 463 | 570 207 | 566 064 | 570 964 | 564 266 |

| 1896    | 1901    | 1906    | 1911    | 1921    | 1926    | 1931    | 1936    | 1946    |
| ------- | ------- | ------- | ------- | ------- | ------- | ------- | ------- | ------- |
| 555 078 | 544 194 | 535 419 | 525 916 | 490 560 | 515 399 | 500 590 | 486 130 | 478 903 |

| 1954    | 1962    | 1968    | 1975    | 1982    | 1990    | 1999    | 2006    | 2011    |
| ------- | ------- | ------- | ------- | ------- | ------- | ------- | ------- | ------- |
| 481 380 | 508 928 | 547 743 | 580 033 | 594 365 | 598 213 | 604 266 | 623 463 | 635 469 |

| 2016    | 2021    | 2022    | - | - | - | - | - | - |
| ------- | ------- | ------- | - | - | - | - | - | - |
| 650 700 | 662 285 | 664 385 | - | - | - | - | - | - |

### Communes les plus peuplées
| Nom                | Code Insee | Intercommunalité            | Superficie (km2) | Population (dernière pop. légale) | Densité (hab./km2) | Modifier                                    |
| ------------------ | ---------- | --------------------------- | ---------------- | --------------------------------- | ------------------ | ------------------------------------------- |
| Clermont-Ferrand   | 63113      | Clermont Auvergne Métropole | 42,67            | 147 751 (2022)                    | 3 463              | modifier les données · modifier les données |
| Cournon-d'Auvergne | 63124      | Clermont Auvergne Métropole | 18,58            | 20 020 (2022)                     | 1 078              | modifier les données · modifier les données |
| Riom               | 63300      | CA Riom Limagne et Volcans  | 31,97            | 18 680 (2022)                     | 584                | modifier les données · modifier les données |
| Chamalières        | 63075      | Clermont Auvergne Métropole | 3,77             | 17 591 (2022)                     | 4 666              | modifier les données · modifier les données |
| Issoire            | 63178      | CA Agglo Pays d'Issoire     | 19,69            | 15 078 (2022)                     | 766                | modifier les données · modifier les données |
| Pont-du-Château    | 63284      | Clermont Auvergne Métropole | 21,61            | 12 422 (2022)                     | 575                | modifier les données · modifier les données |
| Thiers             | 63430      | CC Thiers Dore et Montagne  | 44,49            | 11 686 (2022)                     | 263                | modifier les données · modifier les données |
| Beaumont           | 63032      | Clermont Auvergne Métropole | 4,01             | 10 787 (2022)                     | 2 690              | modifier les données · modifier les données |
| Aubière            | 63014      | Clermont Auvergne Métropole | 7,68             | 10 273 (2022)                     | 1 338              | modifier les données · modifier les données |
| Gerzat             | 63164      | Clermont Auvergne Métropole | 16,28            | 10 268 (2022)                     | 631                | modifier les données · modifier les données |
| Cébazat            | 63063      | Clermont Auvergne Métropole | 10,02            | 8 949 (2022)                      | 893                | modifier les données · modifier les données |
| Lempdes            | 63193      | Clermont Auvergne Métropole | 12,30            | 8 646 (2022)                      | 703                | modifier les données · modifier les données |
| Romagnat           | 63307      | Clermont Auvergne Métropole | 16,84            | 7 905 (2022)                      | 469                | modifier les données · modifier les données |
| Ambert             | 63003      | CC Ambert Livradois Forez   | 60,48            | 6 556 (2022)                      | 108                | modifier les données · modifier les données |
| Ceyrat             | 63070      | Clermont Auvergne Métropole | 9,35             | 6 548 (2022)                      | 700                | modifier les données · modifier les données |

## Culture

### Langues régionales

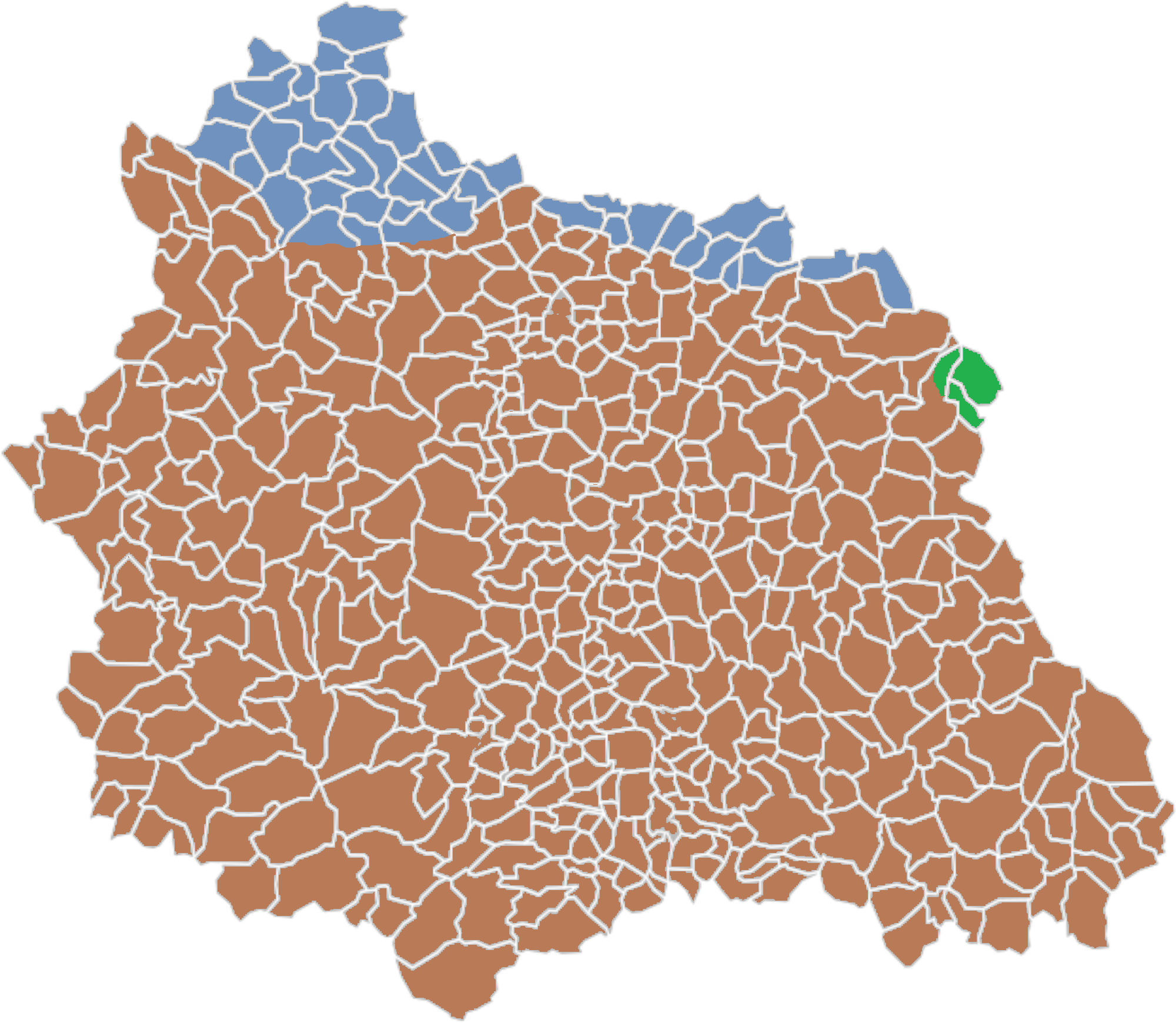
Carte linguistique du Puy-de-Dôme selon lAtlas sonore des langues régionales (marron : nord-occitan, bleu : bourbonnais du Croissant, vert : arpitan).

Une grande partie du département appartient à l'aire linguistique de l'occitan sous sa forme auvergnate. Le département du Puy-de-Dôme se nomme Puèi de Doma ou Puèi Domat en langue occitane.
L'extrême sud-est du département quant à lui, autour d'Arlanc, est également de zone nord-occitane mais cette fois-ci de dialecte vivaro-alpin. Les bordures occidentales du département, surtout au nord-ouest, appartiennent quant à elles au dialecte occitan limousin (partie ouest de l'ancien canton de Pionsat).
Une partie nord du département se rattache pour sa part au bourbonnais du Croissant, (aire linguistique de transition linguistique entre langue occitane et langue d'oïl et où toutes deux s'y rejoignent et s'y mélangent,). Au sein de cette zone c'est une grande partie du canton de Saint-Éloy-les-Mines qui s'apparente au parler de la région montluçonnaise.
Quelques communes au nord-est du département sont classées comme de langue francoprovençale selon l'Atlas sonore des langues régionales.

### Cinéma
- En 1955, Gilles Grangier tourne de nombreuses scènes de Gas-Oil, avec Jean Gabin et Jeanne Moreau, sur les communes de Clermont-Ferrand, Ceyrat, Beaumont, Aydat, Saulzet-le-Froid, Le Vernet-Sainte-Marguerite et Murol.

- En 1965, Yves Robert tourne Les copains à Ambert.
- En 1966, J. Frankenheimer tourne Grand Prix au circuit de Charade.
- En 1968, François Truffaut tourne de nombreuses scènes de L'Enfant sauvage sur les communes d'Aubiat et du Cheix-sur-Morge.
- En 1969, Éric Rohmer tourne partiellement Ma nuit chez Maud à Clermont-Ferrand.
- En 1975, Jacques Rouffio tourne Sept morts sur ordonnance en grande partie à Clermont-Ferrand.
- En 1976, François Truffaut tourne L'Argent de poche dans les rues de Thiers avec un grand nombre d'acteurs locaux.
- En 1976, Claude Miller tourne La Meilleure Façon de marcher dans un centre de vacances à Saint-Saturnin.
- En 1990, Claude Berri tourne Uranus dans les villes de Maringues et d'Ambert.
- En 1995, Maurice Pialat tourne Le Garçu dans le village de Cunlhat dont il est originaire.
- En 2002, Nicolas Philibert tourne le film-documentaire Être et avoir dans la classe unique de l'école communale de Saint-Étienne-sur-Usson.
- En 2004, Christophe Barratier tourne Les Choristes au château de Ravel et dans les villes de Ravel et Courpière.
- En 2004, Olivier Dahan tourne partiellement Les Rivières Pourpres 2 à l'aéroport d'Aulnat-Clermont-Ferrand.
- En 2006, Xavier Giannoli tourne Quand j'étais chanteur à Courpière.
- En 2009, Olivier Megaton tourne des scènes du Transporteur 3 dans la gare de Saint-Gervais-d'Auvergne, sur le Pont du Chalamont sur la retenue du barrage des Fades-Besserve, proche de la Sioule ainsi que vers Cunlhat et à la Sucrerie de Bourdon (Aulnat).
- En 2010, Fabien Onteniente tourne partiellement Camping 2 à Clermont-Ferrand.
- En 2020, le film CE2, du réalisateur Jacques Doillon, est tourné lors de la période estivale dans le Puy-de-Dôme en particulier à Billom[19].

### Festivals
- à Clermont-Ferrand, festivals de cinéma : festival international cinématographique du court-métrage, festival du Cercle des Amis du Cinéma, festival du film documentaire Traces de vie, Vidéoformes (festival international des arts vidéo et multimédias), festivals musicaux : Europavox , Jazz en tête, Jazz Auvergne festival, festivals d'art : Festival international des textiles extraordinaires (FITE), Les Contre-plongées
- Festival de spectacles pour jeune public à Cournon d'Auvergne
- Festival Etincelles, les arts de la marionnette à Billom
- Jazz aux Sources à Châtel-Guyon
- Plein la bobine: festival de cinéma jeune public à La Bourboule
- Festival international de danses et musiques du monde , Musicales et Festival d'art roman à Issoire
- Festivalmusiques et danses du monde à Ambert
- Festival de piano et festival Balades d'Automne à Riom
- Festival musical La Pamparina à Thiers
- Festival musical Bach en Combrailles à Pontaumur
- Les Concerts de Vollore, festival de musique classique et Jazz, dans plusieurs communes autour de Thiers, et Les Nuits Classiques de Thiers
- Festival lyrique Volcadiva à Royat-Chamalières
- Festival pyrotechnique Pyromélodie et festival de magie à Royat
- Festival musical Sancy Snow Jazz , Mont-Dore Volcanic Blues et Festival d'été du Sancy dans plusieurs villes des Monts Dore
- Festival de la coutellerie Coutellia à Thiers
- Fourmiliers à Ambert
- Festival du Haut-Livradois à Saint-Germain-l'Herm
- Festival de rock, Saint Jean de Rock dans la commune de Saint-Jean-d'Heurs.
- Festival des Soirées de Chazeron à Loubeyrat

## Politique
Département de tradition ouvrière (Michelin à Clermont-Ferrand, la coutellerie à Thiers, accueil de l'exilé Ángeles Flórez Peón après la guerre d'Espagne à Saint-Éloy-les-Mines…), le Puy-de-Dôme est un fief du Parti socialiste (PS). À l'issue des élections municipales de 2020, les principales villes du département (Clermont-Ferrand, Cournon-d'Auvergne,Thiers) sont  dirigées par des majorités de gauche alors que seules Issoire et Riom résistent à droite. Les zones rurales ont également plutôt tendance à donner leurs suffrages aux candidats de gauche, à l'exception de l'Ouest du département (circonscription législative de Clermont-Montagne).
Après les élections législatives de 2024, quatre des cinq députés du département appartiennent à la coalition du Nouveau Front populaire, tous d'un parti différent, tandis que la cinquième est membre du MoDem.
Lors de l'élection présidentielle française de 2012, François Hollande a réalisé dans le Puy-de-Dôme un score de 60,47 % des voix contre 39,53 % pour Nicolas Sarkozy.
Le Puy-de-Dôme est donc un département fortement ancré à gauche. Quelques secteurs échappent à cette prédominance : des cantons ruraux du nord-ouest et de l'ouest du département, des communes de la Limagne (secteur de Lezoux notamment), et de l'ouest de l'agglomération clermontoise : Royat et Chamalières, fief de l'ancien président de la République Valéry Giscard d'Estaing (son fils Louis Giscard d'Estaing est maire actuel de la commune).
Le conseil général (puis départemental) du Puy-de-Dôme a été dirigé de 2004 à 2021 par le Clermontois Jean-Yves Gouttebel (membre du PS jusqu'à son exclusion le 15 avril 2008). Ce dernier avait succédé au Riomois Pierre-Joël Bonté, élu à la région.
Le 1er juillet 2021, Lionel Chauvin (Union des républicains et indépendants) est élu président du conseil départemental du Puy-de-Dôme.
Le siège de l'instance départementale se situe dans le centre-ville de Clermont-Ferrand, rue Saint-Esprit. Les conseillers généraux siégeaient jadis dans l'actuelle salle Étienne-Clémentel de l'hôtel de Préfecture.
- Liste des députés du Puy-de-Dôme
- Liste des sénateurs du Puy-de-Dôme
- Liste des conseillers départementaux du Puy-de-Dôme

## Administration

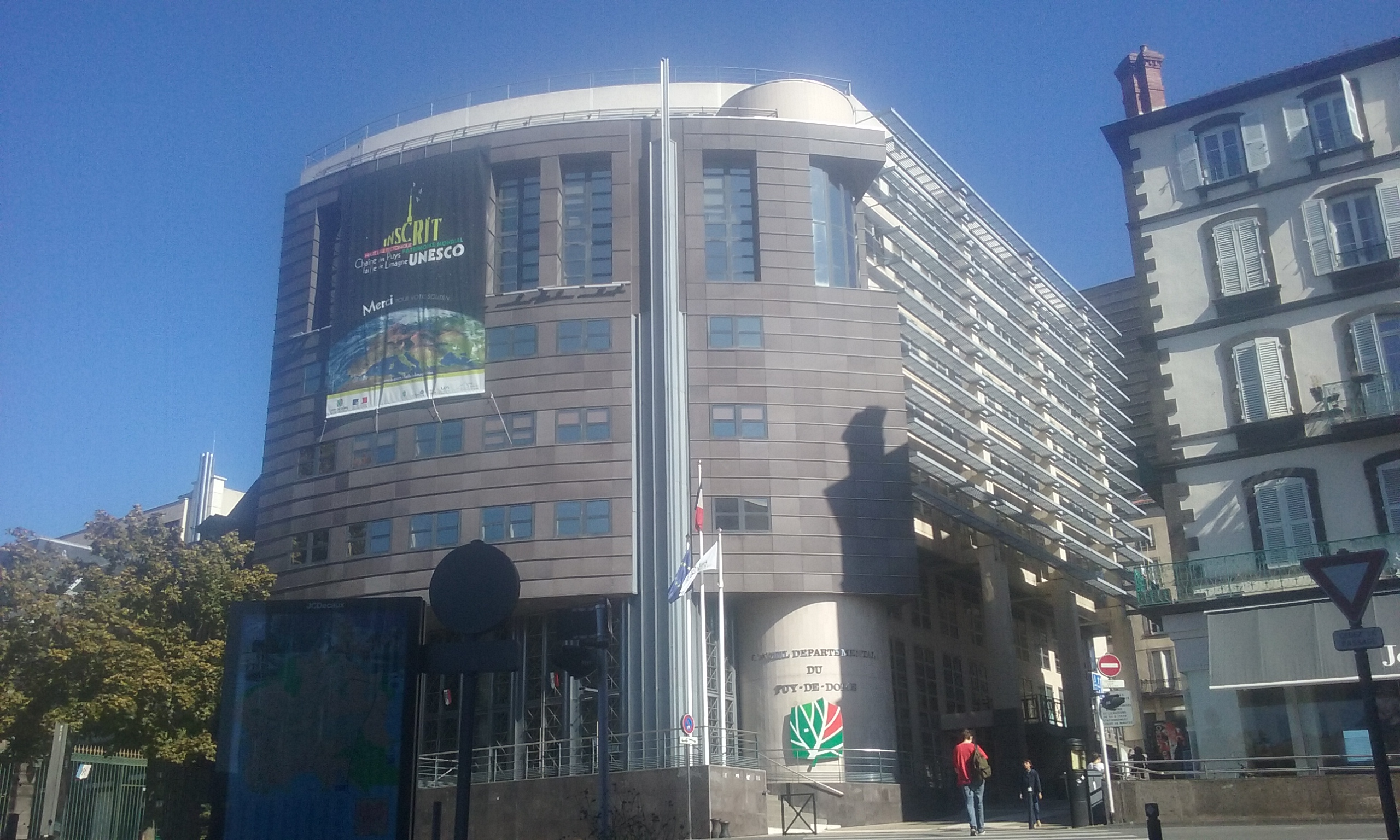
Bâtiment du conseil départemental du Puy-de-Dôme à Clermont-Ferrand.

- Liste des arrondissements du Puy-de-Dôme
- Liste des préfets du Puy-de-Dôme
- Liste des cantons du Puy-de-Dôme
- Liste des communes du Puy-de-Dôme
- Liste des anciennes communes du Puy-de-Dôme
- Liste des intercommunalités du Puy-de-Dôme

## Identité visuelle

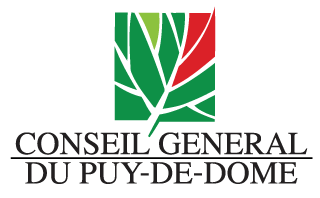
Logo du conseil départemental du Puy-de-Dôme de 1991 à 2008.
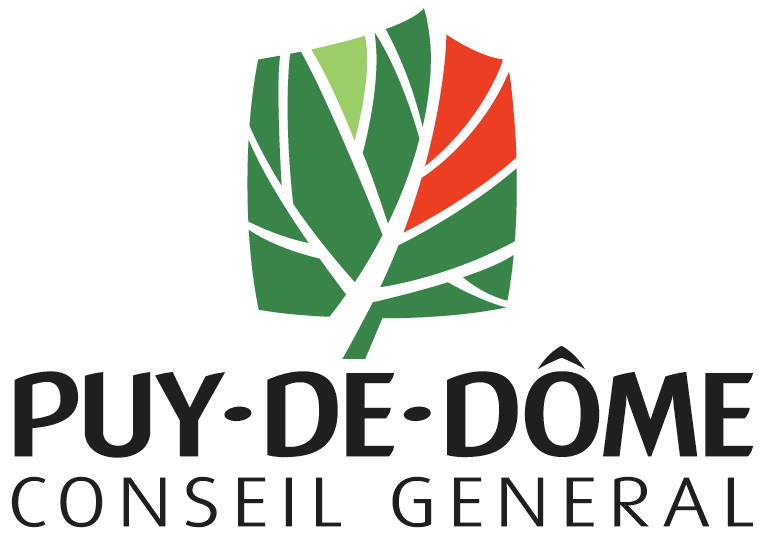
Logo du conseil départemental du Puy-de-Dôme de 2008 à 2015.
Logo du conseil départemental du Puy-de-Dôme de 2015 à 2022.
Logo du conseil départemental du Puy-de-Dôme à partir de 2022.

## Divers
La mascotte du département est la loutre.
Depuis janvier 2015, le Puy-de-Dôme a sa monnaie locale : la doume.
Comme dans les Hauts-de-France, en Belgique et en Espagne, le village de Picherande (Puy-de-Dôme) abrite un géant processionnel porté lié à la culture locale de la gentiane. Fonsou le Gentianaïre, conçu en 2018 dans l'atelier Sarandaca à Granollers (Catalogne), rehausse chaque année la Fête de la Gentiane de sa présence dans le village. Le géant mesure quatre mètres de haut et est réalisé selon le modèle catalan21.